# Carlos Carmona (Fußballspieler, 1931)
Carlos Alfonso Carmona Albanez (* 18. März 1931 in Ovalle) ist ein ehemaliger chilenischer Fußballspieler. Der Abwehrspieler absolvierte zwei Länderspiele für die Nationalmannschaft Chiles.

## Karriere

### Verein
Carlos Carmona spielte seine gesamte Profikarriere von 1952 bis 1964 für den Hauptstadtklub Ferrobadminton. Zuvor hatte er in der Nacional Amateur für La Serena gespielt und wechselte dann in die Hauptstadt, wo er für die Reservemannschaft von Ferrobadminton auflief. 1952 unterschrieb er dann einen Profivertrag.

### Nationalmannschaft
Carlos Carmona wurde von Nationaltrainer Luis Tirado in den Kader Chiles zur Panamerikameisterschaft 1956 in Mexiko berufen. Dort debütierte er beim 2:2-Unentschieden gegen Peru. Zudem stand er bei der 1:2-Niederlage gegen Mexiko in der Anfangself, allerdings kam Chile nach einem Unentschieden und vier Niederlagen nicht über den letzten Platz hinaus. Für Carmona waren die Spiele bei der Panamerikameisterschaft die einzigen Länderspiele.